# Mistrzostwa Świata w Pływaniu na krótkim basenie 2008
9. Mistrzostwa świata w pływaniu na krótkim basenie rozgrywane były w hali Manchester Evening News Arena w Manchesterze (Wielka Brytania). Odbyły się one w dniach 9–13 kwietnia 2008.

## Tabela medalowa
| Pozycja | Państwo           |    |    |    | Razem |
| ------- | ----------------- | -- | -- | -- | ----- |
| 1       | Stany Zjednoczone | 10 | 6  | 1  | 17    |
| 2       | Australia         | 8  | 9  | 2  | 19    |
| 3       | Holandia          | 4  | 4  | 1  | 9     |
| 4       | Zimbabwe          | 4  | 0  | 1  | 5     |
| 5       | Wielka Brytania   | 3  | 10 | 11 | 24    |
| 6       | Rosja             | 3  | 1  | 5  | 9     |
| 7       | Ukraina           | 2  | 3  | 2  | 7     |
| 8       | Chorwacja         | 2  | 0  | 2  | 4     |
| 9       | Południowa Afryka | 1  | 1  | 4  | 6     |
| 10      | Słowenia          | 1  | 1  | 0  | 2     |
| 11      | Nowa Zelandia     | 1  | 0  | 1  | 2     |
| 12      | Austria           | 1  | 0  | 0  | 1     |
| 13      | Włochy            | 0  | 2  | 2  | 4     |
| 14      | Hiszpania         | 0  | 1  | 2  | 3     |
| 15      | Finlandia         | 0  | 1  | 1  | 2     |
| 16      | Chiny             | 0  | 1  | 0  | 1     |
| 16      | Rumunia           | 0  | 1  | 0  | 1     |
| 18      | Polska            | 0  | 0  | 2  | 2     |
| 19      | Grecja            | 0  | 0  | 1  | 1     |
| 19      | Szwecja           | 0  | 0  | 1  | 1     |

### Klucz
- WR – rekord świata
- ER – rekord Europy
- CR – rekord mistrzostw

### Klasyfikacja mężczyzn
| Konkurencja:        | Złoto:                                                                                      | Czas        | Srebro:                                                                          | Czas       | Brąz:                                                                                 | Czas     |
| Styl dowolny        |                                                                                             |             |                                                                                  |            |                                                                                       |          |
| Mężczyźni 50 m      | Duje Draganja · Chorwacja                                                                   | 20,81 WR    | Mark Foster · Wielka Brytania                                                    | 21,31      | Gerhard Zandberg · Południowa Afryka                                                  | 21,33    |
| Mężczyźni 100 m     | Nathan Adrian · Stany Zjednoczone                                                           | 46,67 CR    | Filippo Magnini · Włochy                                                         | 46,70      | Duje Draganja · Chorwacja                                                             | 46,83    |
| Mężczyźni 200 m     | Kenrick Monk · Australia                                                                    | 1:43,46     | Kirk Palmer · Australia                                                          | 1:43,50    | Massimiliano Rosolino · Włochy                                                        | 1:44,23  |
| Mężczyźni 400 m     | Jurij Priłukow · Rosja                                                                      | 3:37,35     | Massimiliano Rosolino · Włochy                                                   | 3:39,60    | Robert Renwick · Wielka Brytania                                                      | 3:40,22  |
| Mężczyźni 1500 m    | Jurij Priłukow · Rosja                                                                      | 14:22,98 CR | David Davies · Wielka Brytania                                                   | 14:36,30   | Mateusz Sawrymowicz · Polska                                                          | 14:43,37 |
| Styl grzbietowy     |                                                                                             |             |                                                                                  |            |                                                                                       |          |
| Mężczyźni 50 m      | Peter Marshall · Stany Zjednoczone                                                          | 23,49       | Liam Tancock · Wielka Brytania                                                   | 23,53      | Ashley Delaney · Australia                                                            | 23,57    |
| Mężczyźni 100 m     | Liam Tancock · Wielka Brytania                                                              | 50,14 ER    | Randall Bal · Stany Zjednoczone                                                  | 50,42      | Stanisław Doniec · Rosja                                                              | 50,53    |
| Mężczyźni 200 m     | Markus Rogan · Austria                                                                      | 1:47,84 WR  | Ryan Lochte · Stany Zjednoczone                                                  | 1:47,91    | Stanisław Doniec · Rosja                                                              | 1:50,45  |
| Styl klasyczny      |                                                                                             |             |                                                                                  |            |                                                                                       |          |
| Mężczyźni 50 m      | Ołeh Lisohor · Ukraina                                                                      | 26,46       | Mark Gangloff · Stany Zjednoczone                                                | 26,54      | Cameron van der Burgh · Południowa Afryka                                             | 26,67    |
| Mężczyźni 100 m     | Ihor Borysyk · Ukraina                                                                      | 57,74 CR    | Cameron van der Burgh · Południowa Afryka                                        | 57,92      | Ołeh Lisohor · Ukraina                                                                | 58,08    |
| Mężczyźni 200 m     | Kristopher Gilchrist · Wielka Brytania                                                      | 2:06,18     | Ihor Borysyk · Ukraina                                                           | 2:06,21    | William Diering · Południowa Afryka                                                   | 2:06,85  |
| Styl motylkowy      |                                                                                             |             |                                                                                  |            |                                                                                       |          |
| Mężczyźni 50 m      | Adam Pine · Australia                                                                       | 22,78       | Serhij Breus · Ukraina                                                           | 22,86      | Jewgienij Korotyszkin · Rosja                                                         | 22,94    |
| Mężczyźni 100 m     | Peter Mankoč · Słowenia                                                                     | 50,04 CR    | Adam Pine · Australia                                                            | 50,54      | Nikołaj Skworcow · Rosja                                                              | 50,78    |
| Mężczyźni 200 m     | Moss Burmester · Nowa Zelandia                                                              | 1:51,05 CR  | Nikołaj Skworcow · Rosja                                                         | 1:51,83    | Paweł Korzeniowski · Polska                                                           | 1:52,25  |
| Styl zmienny        |                                                                                             |             |                                                                                  |            |                                                                                       |          |
| Mężczyźni 100 m     | Ryan Lochte · Stany Zjednoczone                                                             | 51,15 WR    | Peter Mankoč · Słowenia                                                          | 52,21      | Liam Tancock · Wielka Brytania                                                        | 52,22    |
| Mężczyźni 200 m     | Ryan Lochte · Stany Zjednoczone                                                             | 1:51,56 WR  | Liam Tancock · Wielka Brytania                                                   | 1:53,10    | James Goddard · Wielka Brytania                                                       | 1:55,15  |
| Mężczyźni 400 m     | Ryan Lochte · Stany Zjednoczone                                                             | 4:03,21     | Robert Margalis · Stany Zjednoczone                                              | 4:03,74    | Janis Drymonakos · Grecja                                                             | 4:05,11  |
| Styl dowolny        |                                                                                             |             |                                                                                  |            |                                                                                       |          |
| Mężczyźni 4 × 100 m | Ryan Lochte · Bryan Lundquist · Nathan Adrian · Doug Van Wie · Stany Zjednoczone            | 3:08,44 CR  | Robert Lijesen · Bas van Velthoven · Mitja Zastrow · Robin van Aggele · Holandia | 3:09,18    | Petter Stymne · Stefan Nystrand · Lars Frölander · Marcus Piml · Szwecja              | 3:10,04  |
| Mężczyźni 4 × 200 m | Kirk Palmer · Grant Brits · Nicholas Sprenger · Kenrick Monk · Australia                    | 6:55,65 CR  | Robert Renwick · David Carry · Andrew Hunter · Ross Davenport · Wielka Brytania  | 6:56,52 ER | Emiliano Brembilla · Massimiliano Rosolino · Nicola Cassio · Filippo Magnini · Włochy | 6:58,39  |
| Styl zmienny        |                                                                                             |             |                                                                                  |            |                                                                                       |          |
| Mężczyźni 4 × 100 m | Stanisław Doniec · Siergiej Giejbel · Jewgienij Korotyszkin · Aleksander Suchorukow · Rosja | 3:24,29 WR  | Randall Bal · Mark Gangloff · Ryan Lochte · Nathan Adrian · Stany Zjednoczone    | 3:24,38    | Daniel Bell · Glenn Snyders · Corney Swanepoel · Cameron Gibson · Nowa Zelandia       | 3:27,15  |

### Klasyfikacja kobiet
| Konkurencja:      | Złoto:                                                                              | Czas           | Srebro:                                                                                      | Czas       | Brąz:                                                                                       | Czas    |
| Styl dowolny      |                                                                                     |                |                                                                                              |            |                                                                                             |         |
| Kobiety 50 m      | Marleen Veldhuis · Holandia                                                         | 23,25 WR       | Hinkelien Schreuder · Holandia                                                               | 23,83      | Francesca Halsall · Wielka Brytania                                                         | 24,11   |
| Kobiety 100 m     | Marleen Veldhuis · Holandia                                                         | 52,17 =CR      | Francesca Halsall · Wielka Brytania                                                          | 52,79      | Hanna-Maria Seppälä · Finlandia                                                             | 52,94   |
| Kobiety 200 m     | Kylie Palmer · Australia                                                            | 1:54,41        | Femke Heemskerk · Holandia                                                                   | 1:54,65    | Caitlin McClatchey · Wielka Brytania                                                        | 1:55,15 |
| Kobiety 400 m     | Kylie Palmer · Australia                                                            | 3:59,23 CR     | Camelia Potec · Rumunia                                                                      | 4:01,06    | Joanne Jackson · Wielka Brytania                                                            | 4:01,11 |
| Kobiety 800 m     | Rebecca Adlington · Wielka Brytania                                                 | 8:08,25 ER, CR | Kylie Palmer · Australia                                                                     | 8:12,32    | Erika Villaécija · Hiszpania                                                                | 8:13,93 |
| Styl grzbietowy   |                                                                                     |                |                                                                                              |            |                                                                                             |         |
| Kobiety 50 m      | Sanja Jovanović · Chorwacja                                                         | 26,37 WR       | Gao Chang · Chiny                                                                            | 26,70      | Kateryna Zubkowa · Ukraina                                                                  | 26,81   |
| Kobiety 100 m     | Kirsty Coventry · Zimbabwe                                                          | 57,10 CR       | Kateryna Zubkowa · Ukraina                                                                   | 57,15 ER   | Sanja Jovanović · Chorwacja                                                                 | 57,80   |
| Kobiety 200 m     | Kirsty Coventry · Zimbabwe                                                          | 2:00,91 WR     | Elizabeth Simmonds · Wielka Brytania                                                         | 2:02,60 ER | Margaret Hoelzer · Stany Zjednoczone                                                        | 2:03,85 |
| Styl klasyczny    |                                                                                     |                |                                                                                              |            |                                                                                             |         |
| Kobiety 50 m      | Jessica Hardy · Stany Zjednoczone                                                   | 29,58 WR       | Kate Haywood · Wielka Brytania · Sarah Katsoulis · Australia                                 | 30,35      |                                                                                             |         |
| Kobiety 100 m     | Jessica Hardy · Stany Zjednoczone                                                   | 1:04,22 CR     | Jade Edmistone · Australia                                                                   | 1:04,93    | Suzaan van Biljon · Południowa Afryka                                                       | 1:05,38 |
| Kobiety 200 m     | Suzaan van Biljon · Południowa Afryka                                               | 2:18,73 CR     | Sally Foster · Australia                                                                     | 2:20,11    | Julija Jefimowa · Rosja                                                                     | 2:20,48 |
| Styl motylkowy    |                                                                                     |                |                                                                                              |            |                                                                                             |         |
| Kobiety 50 m      | Felicity Galvez · Australia                                                         | 25,32 WR       | Hinkelien Schreuder · Holandia                                                               | 25,40      | Inge Dekker · Holandia                                                                      | 25,60   |
| Kobiety 100 m     | Felicity Galvez · Australia                                                         | 55,89 WR       | Rachel Komisarz · Stany Zjednoczone                                                          | 56,32      | Jemma Lowe · Wielka Brytania                                                                | 56,84   |
| Kobiety 200 m     | Mary Descenza · Stany Zjednoczone                                                   | 2:04,27 CR     | Felicity Galvez · Australia                                                                  | 2:04,90    | Jessica Dickons · Wielka Brytania                                                           | 2:05,09 |
| Styl zmienny      |                                                                                     |                |                                                                                              |            |                                                                                             |         |
| Kobiety 100 m     | Shayne Reese · Australia                                                            | 59,58          | Hanna-Maria Seppälä · Finlandia                                                              | 59,62      | Kirsty Coventry · Zimbabwe                                                                  | 59,77   |
| Kobiety 200 m     | Kirsty Coventry · Zimbabwe                                                          | 2:06,13 WR     | Mireia Belmonte · Hiszpania                                                                  | 2:07,47 ER | Hannah Miley · Wielka Brytania                                                              | 2:08,79 |
| Kobiety 400 m     | Kirsty Coventry · Zimbabwe                                                          | 4:26,52 WR     | Hannah Miley · Wielka Brytania                                                               | 4:27,27    | Mireia Belmonte · Hiszpania                                                                 | 4:27,55 |
| Styl dowolny      |                                                                                     |                |                                                                                              |            |                                                                                             |         |
| Kobiety 4 × 100 m | Hinkelien Schreuder · Femke Heemskerk · Inge Dekker · Marleen Veldhuis · Holandia   | 3:29,42 WR     | Alice Mills · Shayne Reese · Kelly Stubbins · Angie Bainbridge · Australia                   | 3:32,00    | Francesca Halsall · Caitlin McClatchey · Julia Beckett · Melanie Marshall · Wielka Brytania | 3:32,88 |
| Kobiety 4 × 200 m | Inge Dekker · Femke Heemskerk · Marleen Veldhuis · Ranomi Kromowidjojo · Holandia   | 7:38,90 WR     | Joanne Jackson · Melanie Marshall · Caitlin McClatchey · Rebecca Adlington · Wielka Brytania | 7:38,96    | Bronte Barratt · Angie Bainbridge · Kelly Stubbins · Kylie Palmer · Australia               | 7:39,01 |
| Styl zmienny      |                                                                                     |                |                                                                                              |            |                                                                                             |         |
| Kobiety 4 × 100 m | Margaret Hoelzer · Jessica Hardy · Rachel Komisarz · Kara Denby · Stany Zjednoczone | 3:51,36 WR     | Rachel Goh · Sarah Katsoulis · Felicity Galvez · Alice Mills · Australia                     | 3:52,01    | Elizabeth Simmonds · Kate Haywood · Jemma Lowe · Francesca Halsall · Wielka Brytania        | 3:53,02 |